# Renédale
Renédale ist eine französische Gemeinde mit 43 Einwohnern (Stand: 1. Januar 2022) im Département Doubs in der Region Bourgogne-Franche-Comté. Sie gehört zum Arrondissement Pontarlier und ist Mitglied im Gemeindeverband Communauté de communes entre Doubs et Loue. Die Bewohner werden Renédaliers und Renédalières genannt.

## Geographie
Renédale liegt auf 742 m, etwa 14 Kilometer nordnordwestlich der Stadt Pontarlier (Luftlinie). Das Bauerndorf erstreckt sich im Jura, im äußersten Norden des Hochplateaus von Val d’Usiers, westlich der Karstquelle und dem tief eingeschnittenen Erosionstal der Loue.
Die Fläche des 2,88 km² großen Gemeindegebiets umfasst einen Abschnitt des französischen Juras. Der Hauptteil des Gebietes wird vom Hochplateau des Val d’Usiers eingenommen, das durchschnittlich auf 740 m liegt und teils von Wiesland, teils von Wald bedeckt ist. Die Hochfläche besitzt keine oberirdischen Fließgewässer, weil das Niederschlagswasser im verkarsteten Untergrund versickert. Die westliche Abgrenzung bildet der Bois de Cudrette, wo mit 768 m die höchste Erhebung von Renédale erreicht wird. Begrenzt wird das Plateau im Norden und Osten durch den Steilabfall zum tief eingeschnittenen und von zahlreichen Felswänden gesäumten Erosionstal der Loue mit den Gorges de Nouailles. Die Gemeindegrenze verläuft dabei meist an der Oberkante des Steilhanges. 
Nachbargemeinden von Renédale sind Mouthier-Haute-Pierre im Norden und Ouhans im Süden.

## Geschichte
Im Mittelalter bildete Renédale eine eigene Herrschaft. Von der ehemaligen Burg sind jedoch nur noch wenige Überreste sichtbar. Zusammen mit der Franche-Comté gelangte das Dorf mit dem Frieden von Nimwegen 1678 an Frankreich.

## Bevölkerung
| Jahr                       | 1962 | 1968 | 1975 | 1982 | 1990 | 1999 | 2016 |
| Einwohner                  | 39   | 40   | 40   | 32   | 27   | 30   | 40   |
| Quellen: Cassini und INSEE |      |      |      |      |      |      |      |

Mit 43 Einwohnern (Stand 1. Januar 2022) gehört Renédale zu den kleinsten Gemeinden des Départements Doubs. Während des gesamten 20. Jahrhunderts bewegte sich die Einwohnerzahl stets im Bereich zwischen rund 30 und 50 Personen.

## Wirtschaft und Infrastruktur
Renédale war bis weit ins 20. Jahrhundert hinein ein vorwiegend durch die Landwirtschaft, insbesondere Milchwirtschaft und Viehzucht, sowie durch die Forstwirtschaft geprägtes Dorf. Noch heute leben die Bewohner zur Hauptsache von der Tätigkeit im ersten Sektor. Außerhalb des primären Sektors gibt es keine Arbeitsplätze im Dorf. Einige Erwerbstätige sind auch Wegpendler, die in den umliegenden größeren Ortschaften ihrer Arbeit nachgehen.
Die Ortschaft liegt abseits der größeren Durchgangsstraßen an einer Lokalstraße, die von der D41 bei Ouhans bis zum Aussichtspunkt auf den Rochers du Capucin (oberhalb von Mouthier-Haute-Pierre) führt.